# Heinz Schlaffer
Heinz Schlaffer (* 21. Juni 1939 in Elhotten, Reichsgau Sudetenland; † 31. Oktober 2023 in Stuttgart) war ein deutscher Germanist und Professor für Literaturwissenschaft der Universität Stuttgart. Er trat besonders mit Essays in Buchgestalt wie Die kurze Geschichte der deutschen Literatur hervor.

## Leben
Heinz Schlaffer wurde 1939 im Sudetenland geboren. Er studierte Germanistik, Geschichte und Geographie in Tübingen, Kiel und Würzburg. 1965 wurde er an der Julius-Maximilians-Universität Würzburg promoviert und habilitierte sich 1970 an der Friedrich-Alexander-Universität Erlangen-Nürnberg. Schlaffers Habilitationsschrift wurde von Kurt Wölfel angeregt. 1972 erhielt er an der Philipps-Universität Marburg seine erste literaturwissenschaftliche Professur und wechselte 1975 nach Stuttgart. Den dortigen Lehrstuhl hatte er von 1975 bis zur Emeritierung 2004 inne.
Er verfasste Bücher u. a. über Lyrik im Realismus, den Bürger als Helden, den ästhetischen Historismus, den Faust Goethes, den historischen Zusammenhang von Erkenntnis und Literatur (Poesie und Wissen), außerdem wissenschaftliche Aufsätze sowie Essays und Literaturkritiken in Tageszeitungen. Was er über seinen Lehrer Wölfel schrieb, galt auch für ihn: Die Epoche der Aufklärung wirkt im Stil seiner Schriften nach, „die sich verständlich und witzig an ein Publikum wenden, dessen Interesse an der Dichtung sich nicht auf eine philologische Disziplin beschränken lässt“.

„Pointierte Urteile und sprachliche Eleganz, Kürze und Würze sind typische Merkmale seiner Bücher, die keinen akademischen Jargon benötigen.“

Heinz Schlaffer verstarb am 31. Oktober 2023 im Alter von 84 Jahren. Er war mit der Literaturwissenschaftlerin Hannelore Schlaffer verheiratet.

## Werke
- Geistersprache. Zweck und Mittel der Lyrik. Hanser, München 2012, ISBN 978-3-446-23882-4.
- Das entfesselte Wort. Nietzsches Stil und seine Folgen. Hanser, München 2007, ISBN 3-446-20946-8.
- Die kurze Geschichte der deutschen Literatur. Hanser, München; Wien 2002, ISBN 978-3-446-20149-1.
  - La brève histoire de la littérature allemande. Übersetzt von Marianne Rocher-Jacquin, Daniel Rocher. Éditions de la Maison des sciences de l’homme, Paris 2004, ISBN 2-7351-1024-9.
  - Japanische Übersetzung: Doitsu bungaku no mijikai rekishi. Übersetzt von Josef Fürnkäs mit Masato Izumi, Haruki Yasukawa. Nachwort und Erläuterungen von Josef Fürnkäs. Tokio 2008.
- Poesie und Wissen. Die Entstehung des ästhetischen Bewusstseins und der philologischen Erkenntnis. Suhrkamp, Frankfurt am Main 1990, ISBN 3-518-58023-X.
  - Taschenbuchausgabe: Suhrkamp, Frankfurt am Main 2005, ISBN 3-518-29379-6.
- Borges. Fischer, Frankfurt am Main 1993, ISBN 3-596-11709-7.
- Faust zweiter Teil. Die Allegorie des 19. Jahrhunderts. Metzler, Stuttgart 1989, ISBN 3-476-00654-9.
- (zusammen mit Hannelore Schlaffer): Studien zum ästhetischen Historismus. Suhrkamp, Frankfurt am Main 1975, ISBN 3-518-00756-4.
- Der Bürger als Held. Sozialgeschichtliche Auflösungen literarischer Widersprüche. Suhrkamp, Frankfurt am Main 1973, ISBN 978-3-518-10624-2.
  - The bourgeois as Hero. Übersetzt von James Lynn. Barnes and Noble, Savage, Md. 1989, ISBN 0-389-20889-2.
- Musa iocosa. Gattungspoetik und Gattungsgeschichte der erotischen Dichtung in Deutschland. Metzler, Stuttgart 1971, ISBN 3-476-00190-3.
- Lyrik im Realismus. Studien über Raum und Zeit in den Gedichten Mörikes, der Droste und Liliencrons. Bouvier, Bonn 1966, ISBN 3-416-00358-6.

## Ehrungen und Auszeichnungen (Auswahl)
- 2008: Heinrich-Mann-Preis für Essayistik der Berliner Akademie der Künste
- 2012: Johann-Heinrich-Merck-Preis für literarische Kritik[4]